# Đại học Washington tại St. Louis
Viện Đại học Washington tại St. Louis hay Đại học Washington-St. Louis (viết tắt: WUSTL, tiếng Anh: Washington University in St. Louis) là một viện đại học tư thục tọa lạc tại thành phố St. Louis, tiểu bang Missouri. Viện đại học được đồng sáng lập vào năm 1853 bởi William Greenleaf Eliot và Wayman Crow, với tên là Tu viện Elliot (Eliot Seminary). Vào năm 1857, viện đại học đã đổi thành tên hiện tại để vinh danh George Washington.
WUSTL bao gồm sinh viên và giảng viên đến từ tất cả 50 tiểu bang và hơn 120 quốc gia. Trường có 22 giáo sư đoạt giải Nobel, 9 vị trong số đó đang làm công tác nghiên cứu tại đây. Viện Đại học Washington tại St. Louis bao gồm 7 trường giảng dạy ở bậc đại học và sau đại học trên nhiều lĩnh vực. Trong bảng xếp hạng U.S. News & World Report năm 2023, chương trình bậc đại học của Đại học Washington đã xếp hạng 15 (đồng hạng với Đại học Rice), và mức độ khó trong tuyển sinh được xếp hạng 28.
Viện Đại học Washington có khoảng tài trợ lên đến 5.6 tỉ đô la Mỹ, là một trong số những viện đại học có tiền tài trợ nhiều nhất cả nước. Hiệu trưởng hiện tại là Andrew D. Martin.

## Hình ảnh

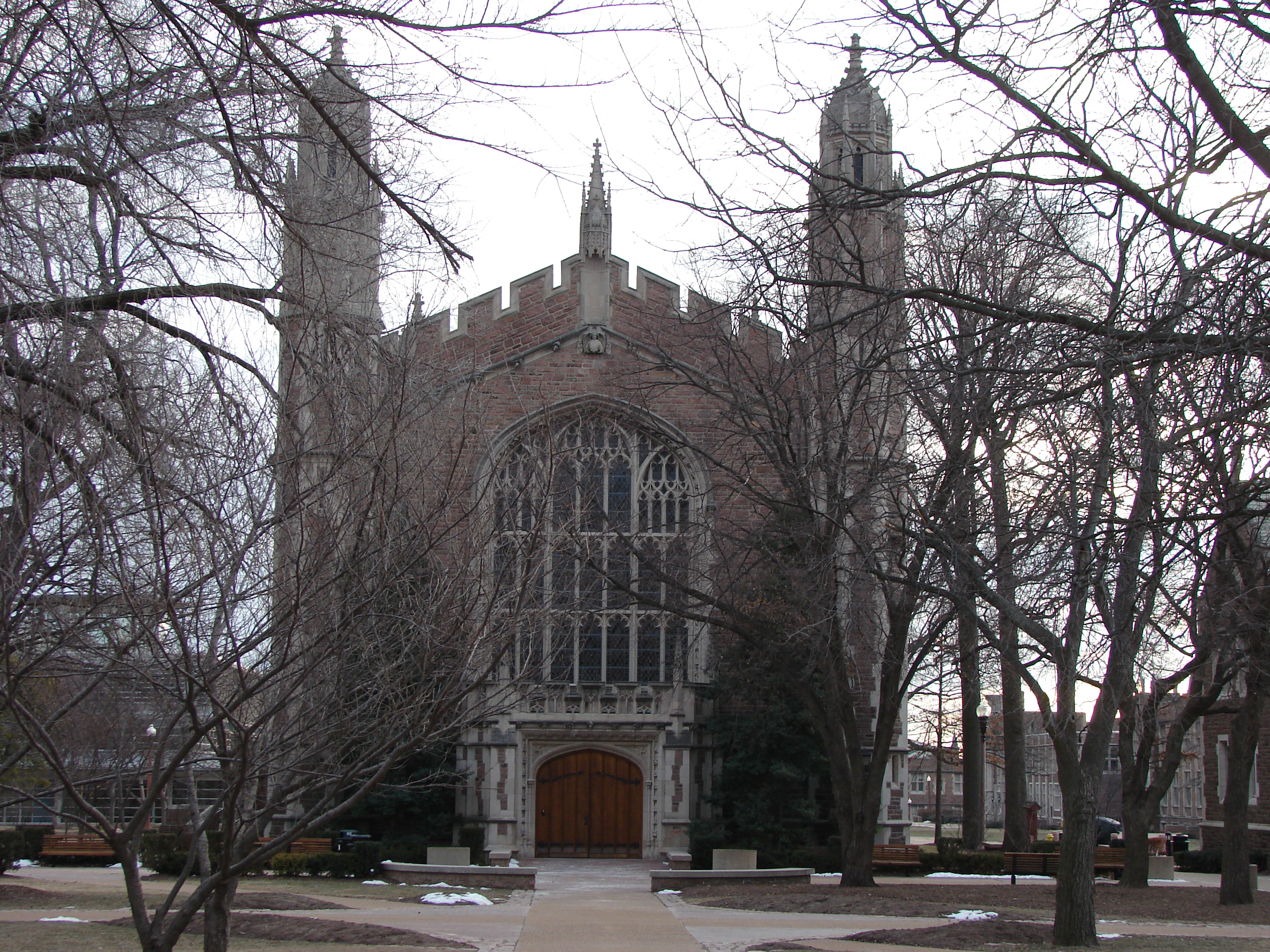
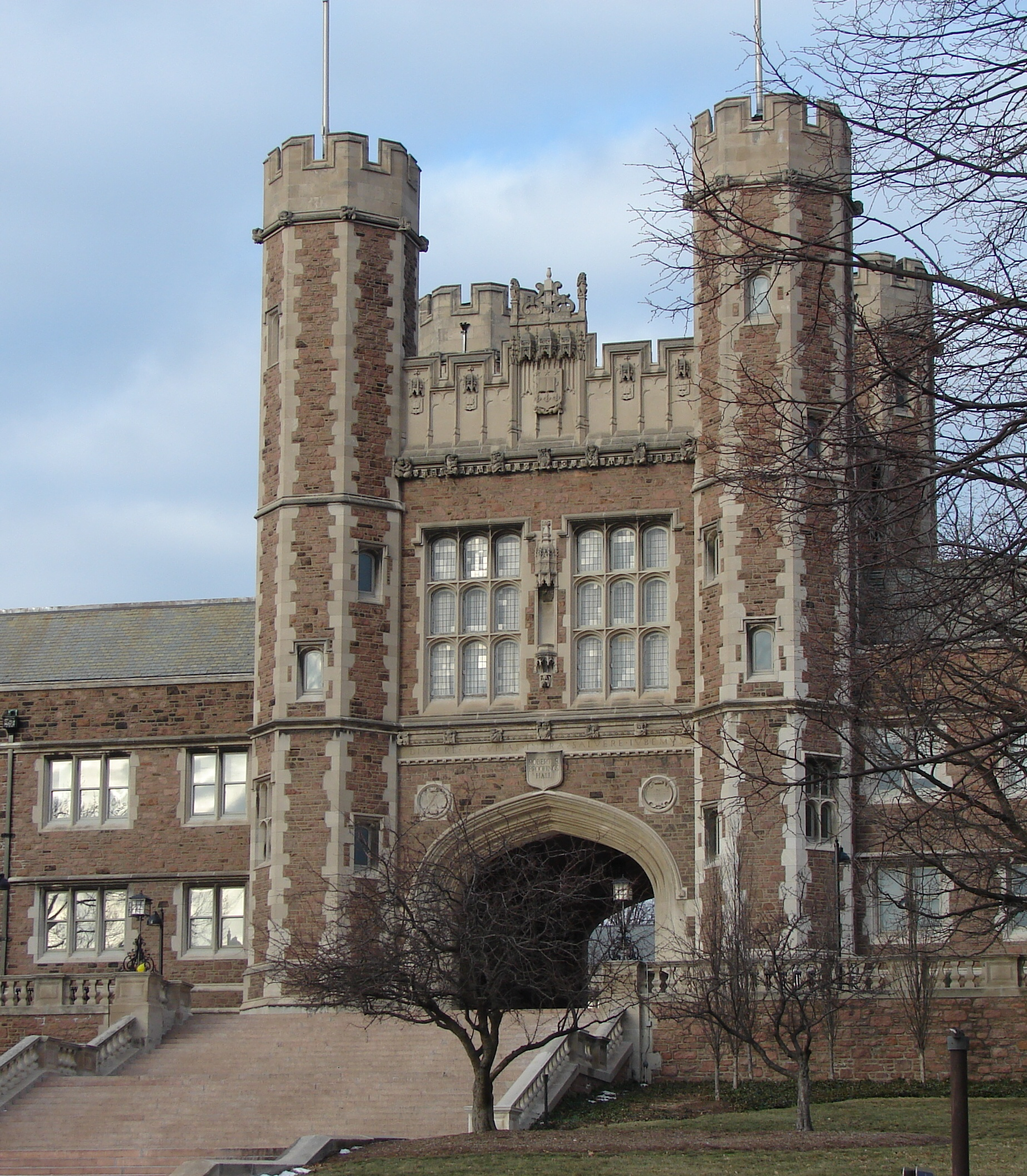
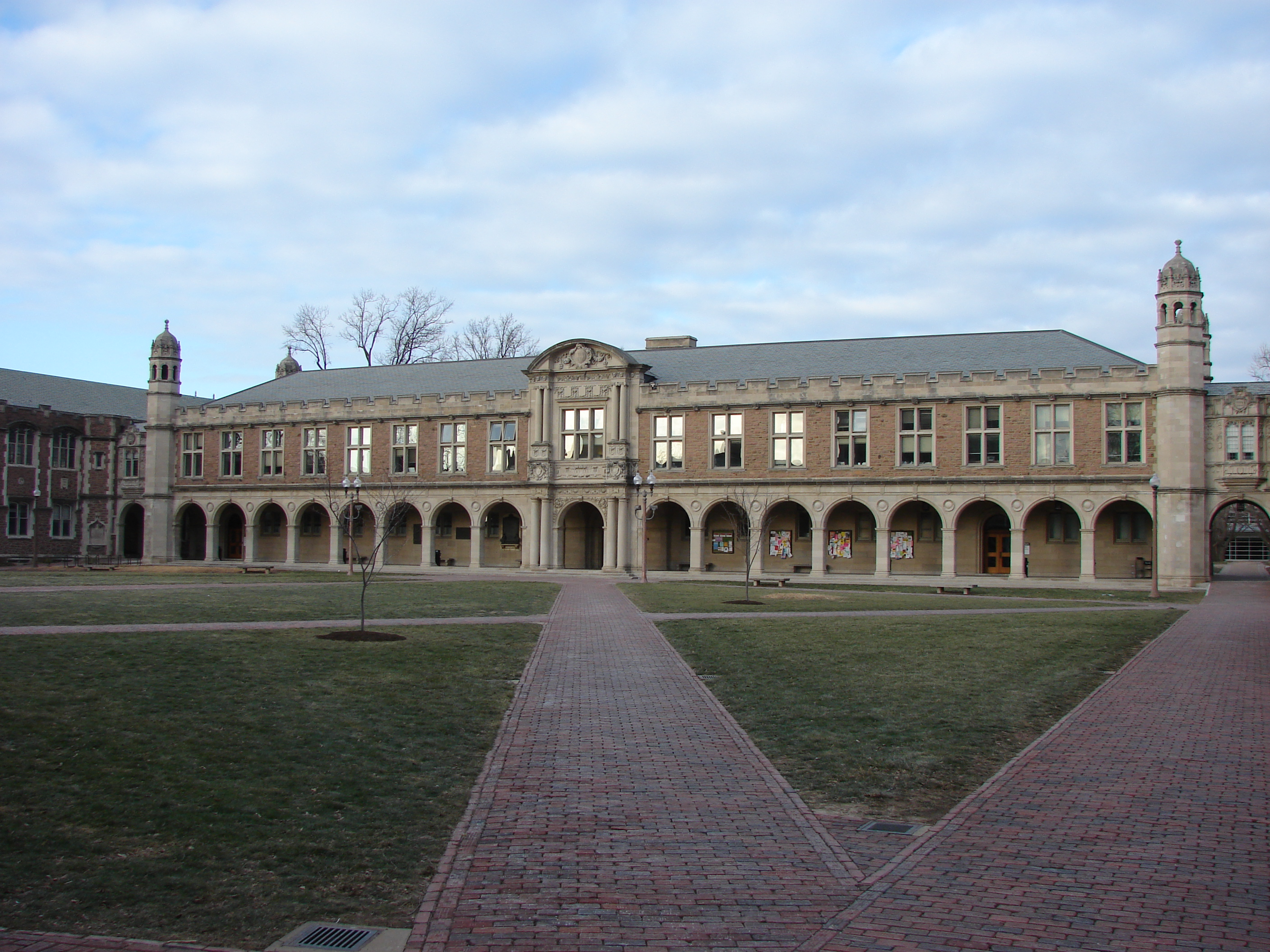
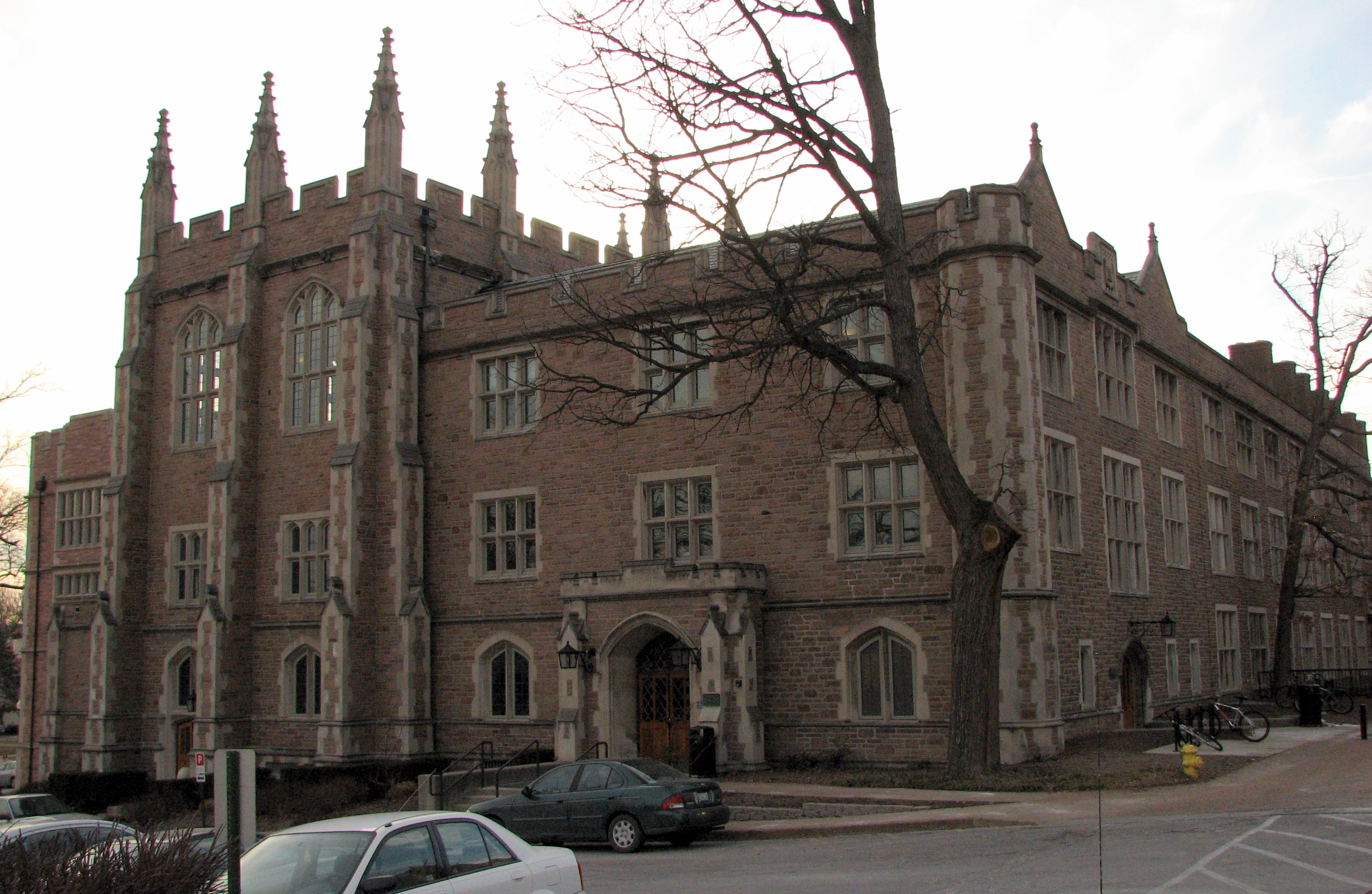
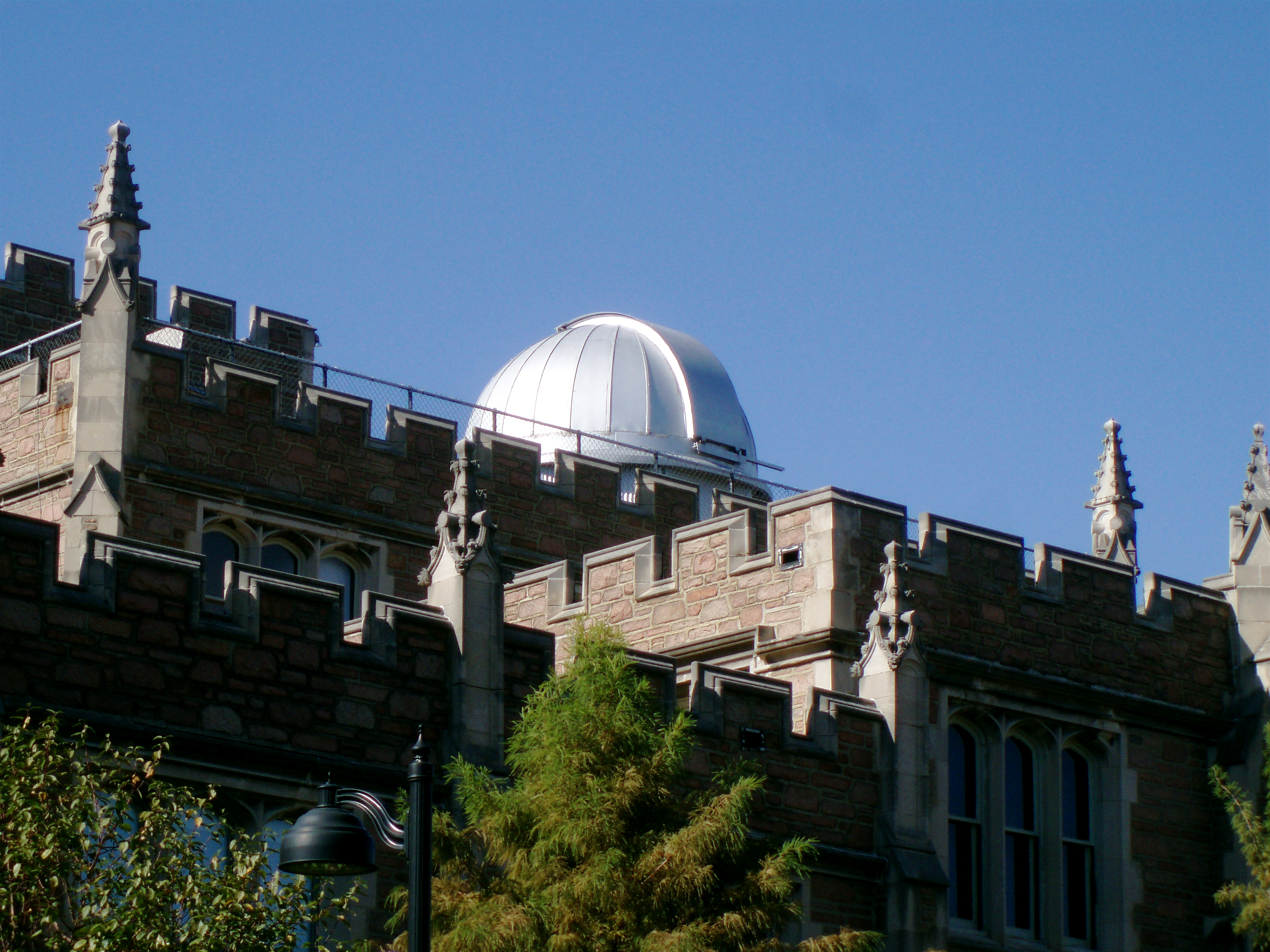
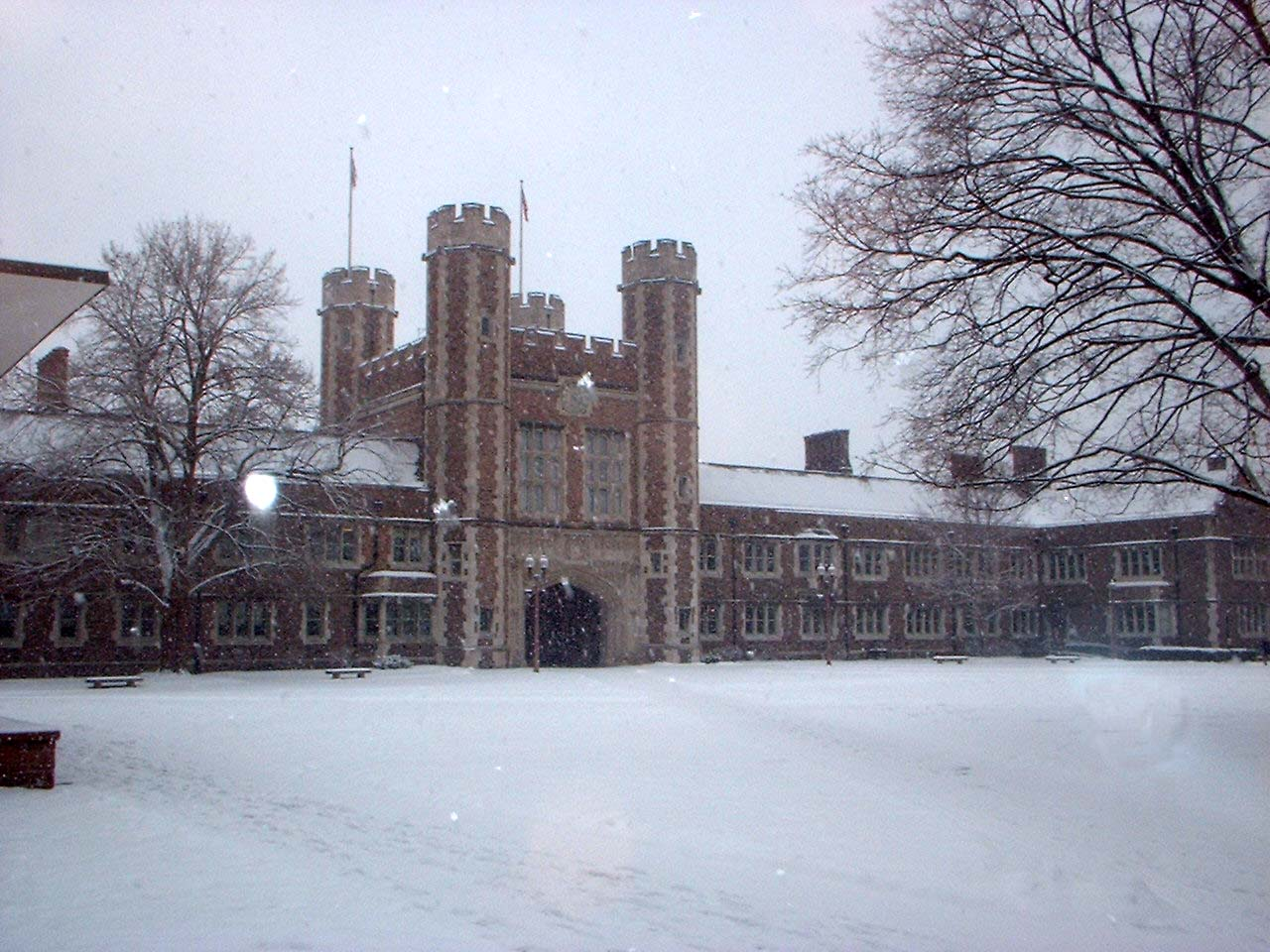
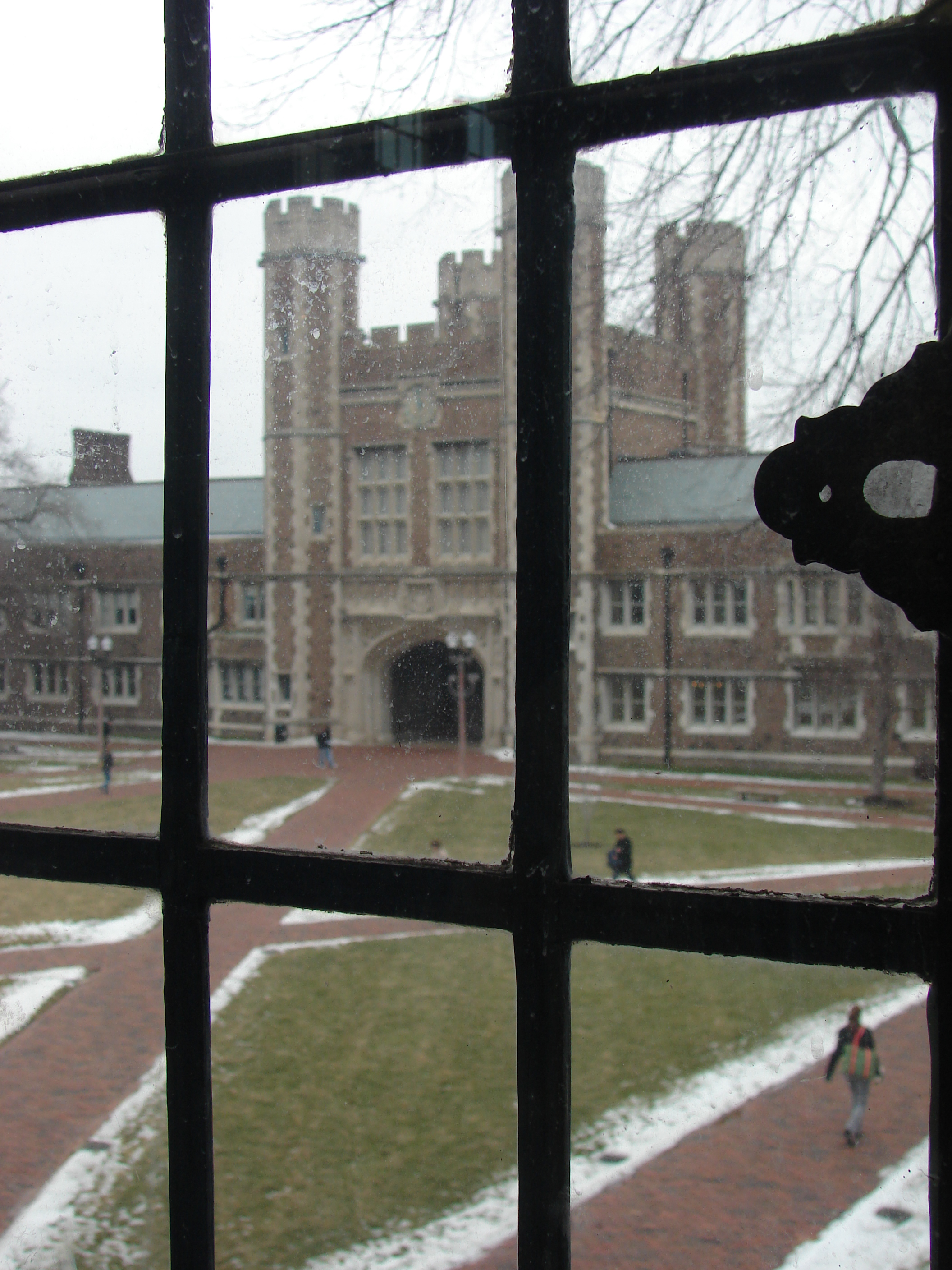
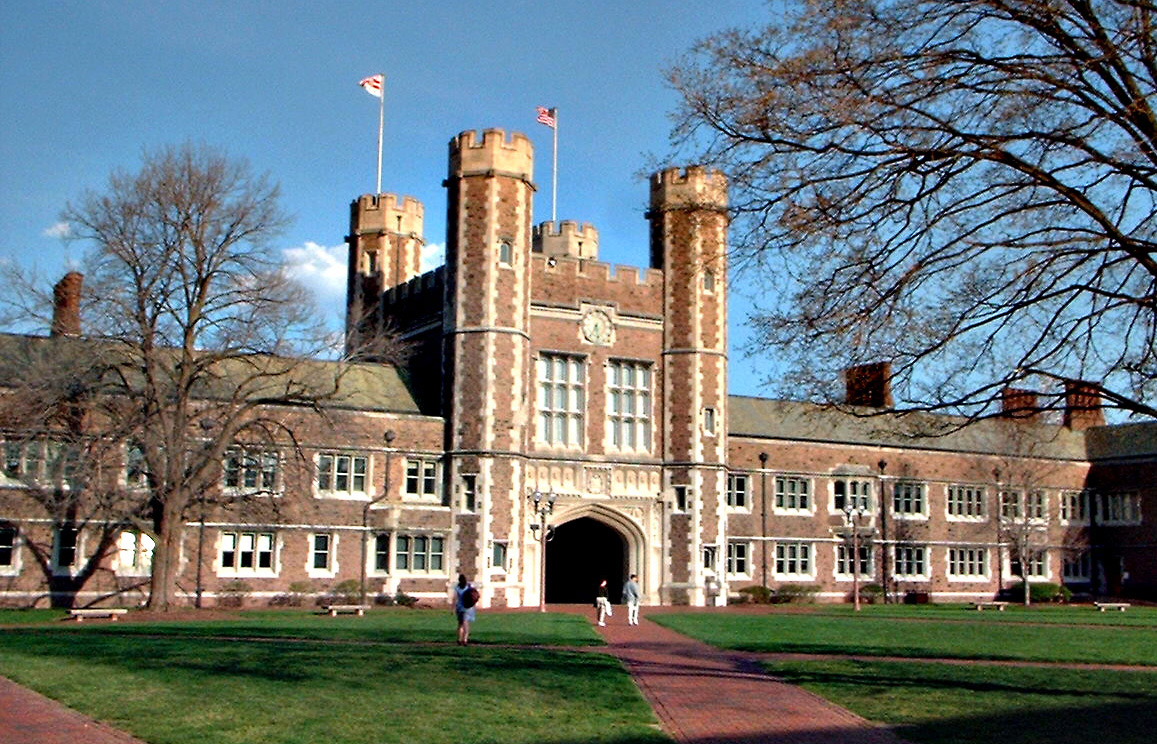
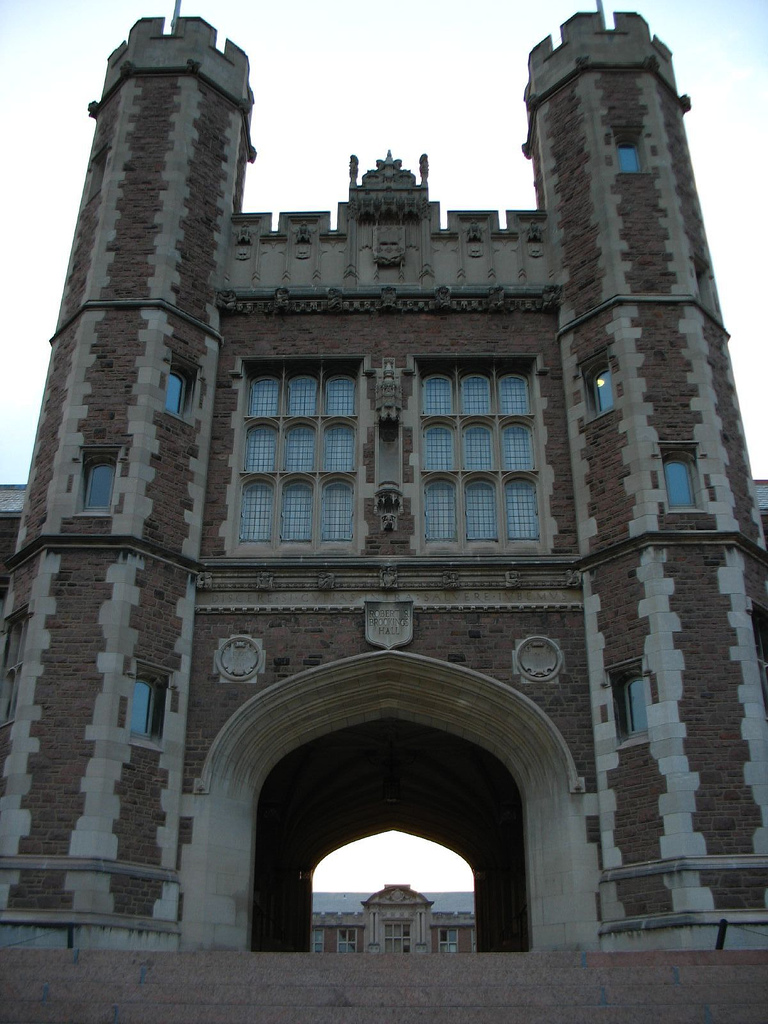
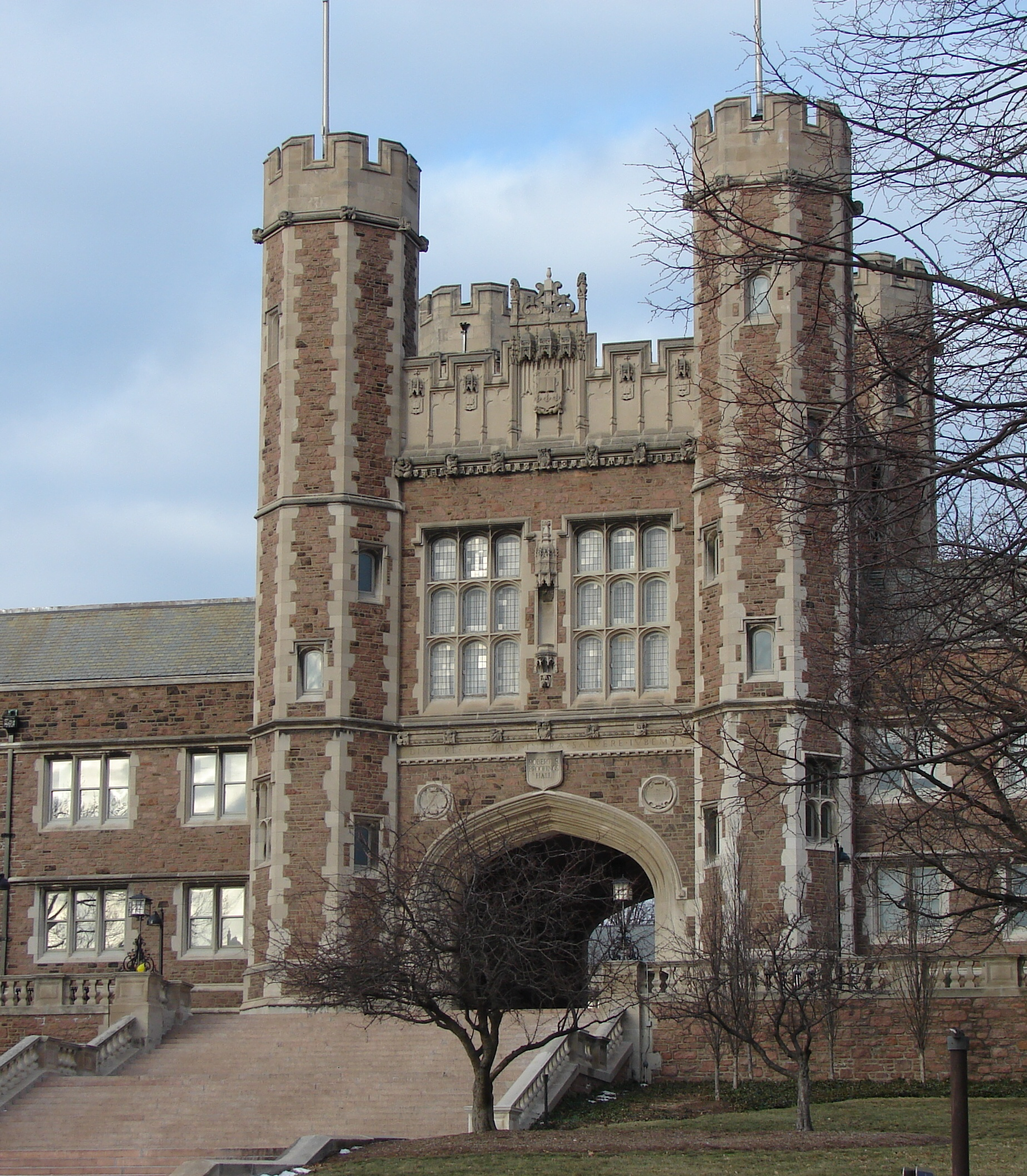
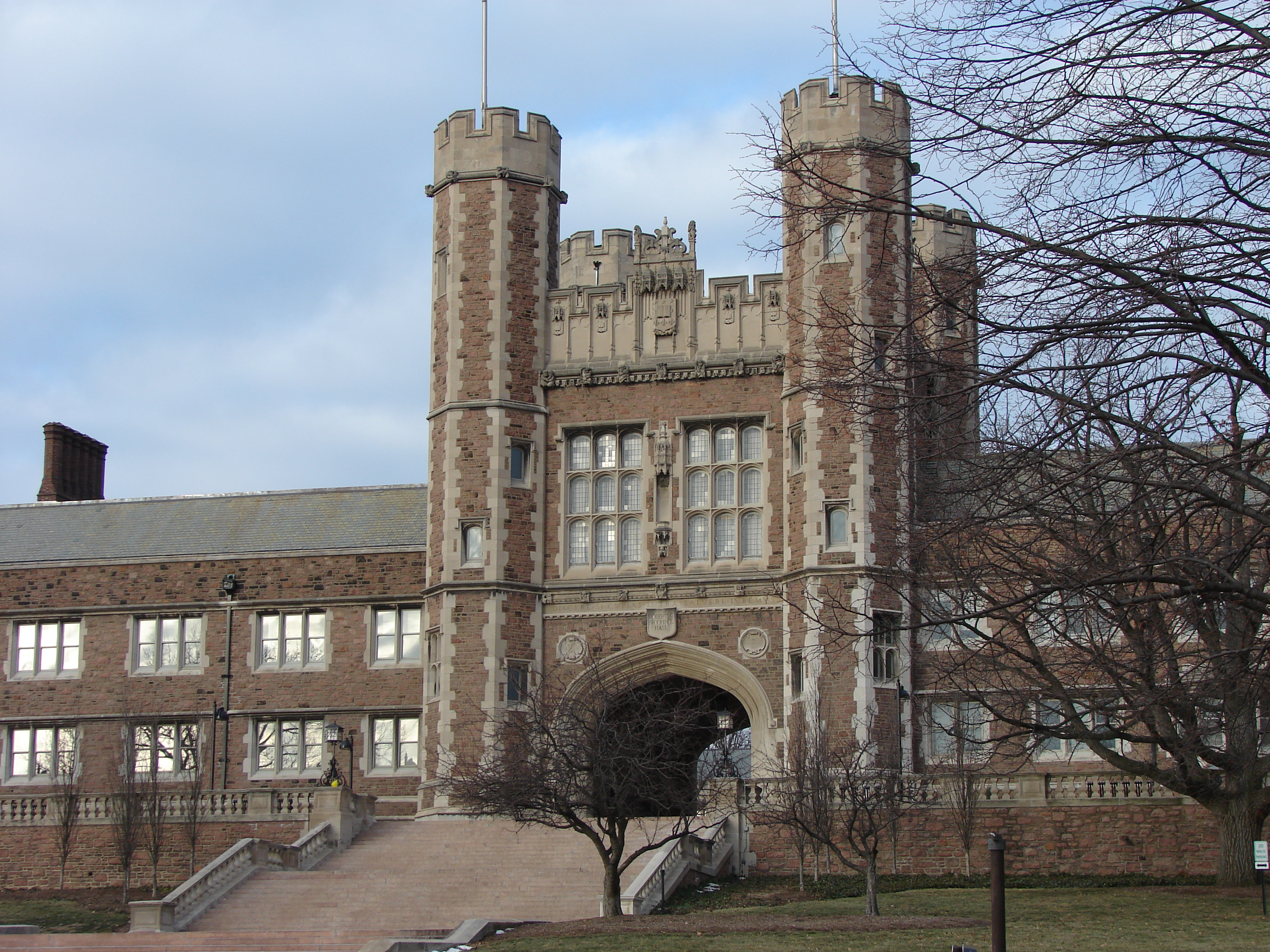
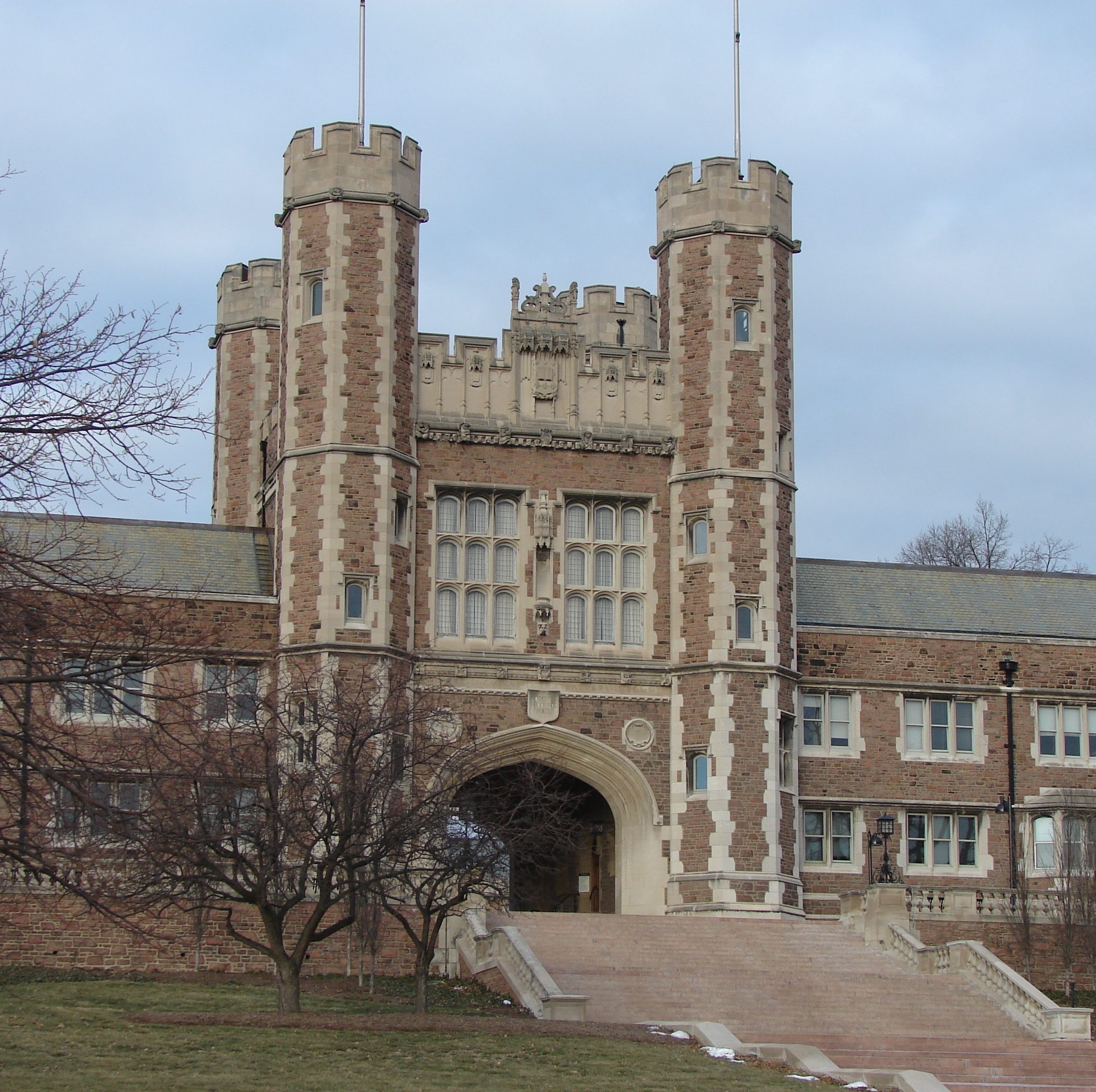